# City Beautiful Movement

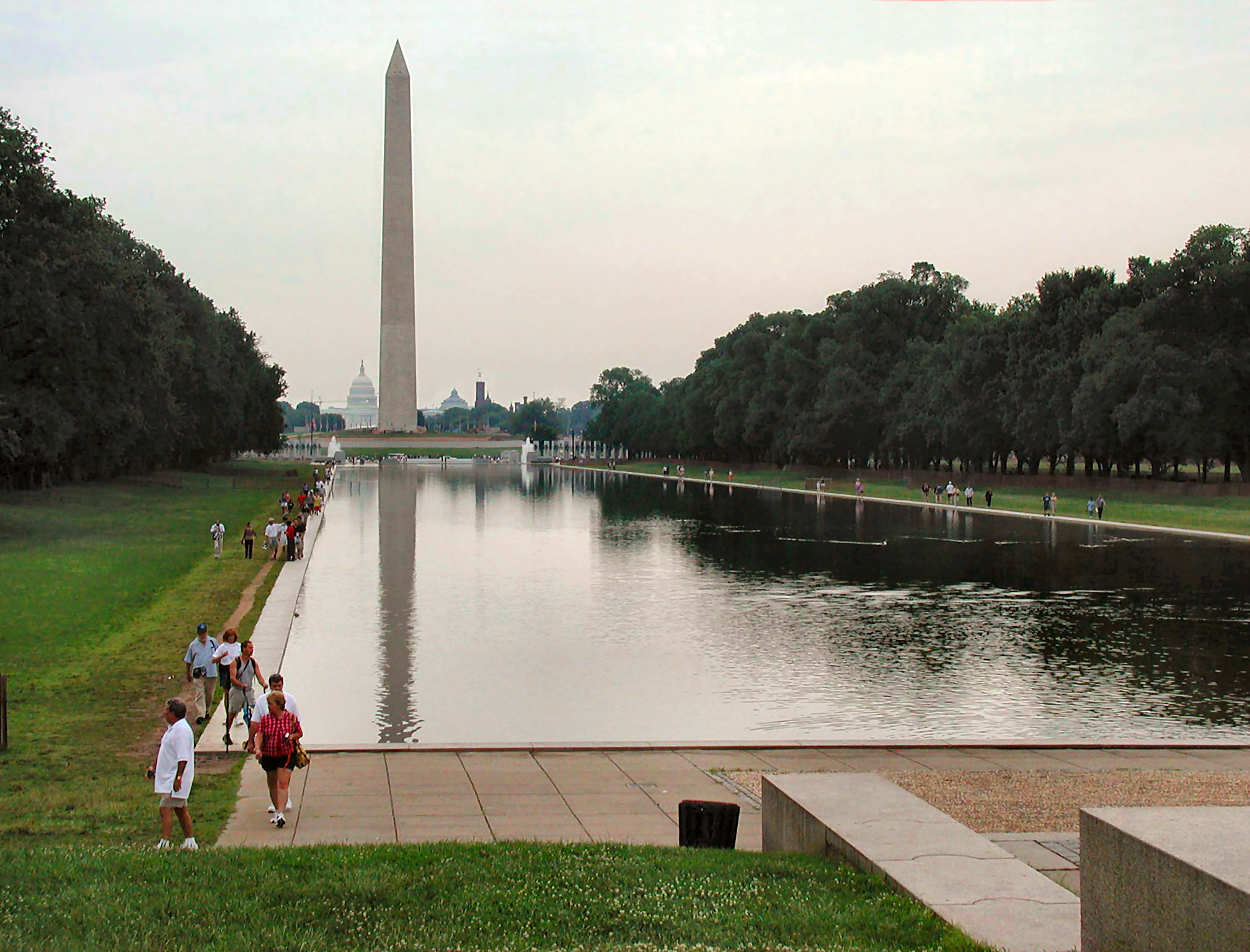
National Mall, um exemplo desse movimento

O City Beautiful Movement (em português: Movimento da Cidade Bonita) foi uma reforma arquitetônica americana surgida entre 1890 e 1900 com a intenção de revitalizar e tornar mais emblemáticos os espaços públicos das cidades americanas. O movimento floresceu em Chicago, Detroit e Washington, D.C. e mais tarde se espalhou por outros estados norte-americanos. Defensores do movimento acreditam que essa reforma arquitetônica ajudou a melhorar a imagem social dos grandes centros urbanos americanos e a qualidade de vida da população, promovendo a beleza não só por si mesma, mas também para criar moral e virtude cívica entre as populações urbanas.